# Krzyż jerozolimski

Krzyż jerozolimski

Krzyż jerozolimski – duży krzyż laskowany, w kątach którego umieszczono cztery małe krzyże greckie. 
Krzyż symbolizuje pięć ran Chrystusa ukrzyżowanego. Według innych interpretacji pięć patriarchatów, Chrystusa i 4 ewangelie lub 4 kierunki świata, w których rozeszła się Jego nauka z Jerozolimy albo też Ziemię Świętą i 4 królestwa, z których wywodziło się rycerstwo I krucjaty. 

Herb Królestwa Jerozolimskiego

Przybrany za godło przez Gotfryda de Bouillon jako obrońcę Grobu Świętego stał się herbem  Królestwa Jerozolimskiego. Jest godłem zakonu Zakonu Rycerskiego Grobu Bożego w Jerozolimie.  Jest też symbolem franciszkańskiej  Kustodii Ziemi Świętej. Jego wariant występuje na fladze Gruzji oraz jest symbolem Niemieckich Ewangelickich Dni Kościoła (DEKT). 
Jako emblemat Ziemi Świętej często przybierany na pamiątkę pielgrzymki do niej. Kształt krzyża jerozolimskiego ma papieski Krzyż Pielgrzyma do Ziemi Świętej, którym honorowani są pątnicy odbywający pielgrzymkę do Ziemi Świętej. 